# Gantschier
Gantschier ist ein Dorf im Montafon in Vorarlberg, und Ortschaft von Bartholomäberg im Bezirk Bludenz.

## Geographie
Das Dorf liegt talauswärts nordwestlich von Schruns, im Talgrund der Ill, am Fuß des Itonskopfs (2089 m ü. A.), einem Gipfel des westlichen Verwall (Itonskopfgruppe). Die Ortsmitte liegt am Schwemmkegel des Fritzenbachs (Fretza).
Zur Ortschaft gehört auch Außerböden talauswärts, die Häuser gegenüber Innervens und Daleu, und die Siedlung Kaltenbrunnen gegen Schruns taleinwärts, die schon zum Großteil auf Schrunser Gebiet liegt.
Im Nordwesten des Dorfs liegt der Baggersee Roter Stein (nach der Form Hosensee genannt ▼), der für die Absenkung des Grundwasserspiegels angelegt wurde und heute ein Fischrevier ist. Dort liegt auch die gleichnamige Siedlung.
Auf der anderen Illseite befinden sich die drei Rodundbecken, die Nachfluter des Staubeckens Latschau der illwerke vkw.
Nachbarorte:
| Außerböden               | Lutt                                        | Worms                                  |
| Innerbach (Gem. Vandans) | Kompassrose, die auf Nachbargemeinden zeigt | Bartholomäberg Montjola (Gem. Schruns) |
|                          | Krista (Gem. Tschagguns)                    | Schruns                                |

## Geschichte
Der Ortsname geht auf rätoromanisch cuntschier, 1380 belegt, in der Bedeutung feuchte Siedlung in der Au zurück. Ursprünglich fand sich hier nur eine Streusiedlung etwas erhöht am Bergrand und wurde erst in der Nachkriegszeit, als der Fritzentobel aufwändig verbaut war, in der Ebene verbaut. Von 1949 bis 1950 erstellten die Vorarlberger Illwerke die ersten zehn Häuser der Siedlung Kaltenbrunnen, bis 1952 weitere 15 Gebäude, wobei die Siedlung auch ein Feuerwehrhaus beinhaltet. 1958 wurde eine neue Volksschule mit Kindergarten und von 1960 bis 1964 die Pfarrexpositurkirche Gantschier errichtet. 1973 folgte das Musikhaus, daneben später ein Gebäude der Funkenzunft. Neben dem Musikhaus wurde auch eine Polytechnische Schule errichtet, welche von Schülern aus mehreren Gemeinden des Tales genutzt wird. Heute umfasst der Ort über 150 Gebäude. 2013 wurde die Pfarrexpositur zur 126. Pfarrgemeinde der Diözese Feldkirch erhoben und gleichzeitig die neue Orgel eingeweiht.